# Arzberg (Opper-Franken)
Arzberg is een gemeente in de Duitse deelstaat Beieren, en maakt deel uit van het Landkreis Wunsiedel im Fichtelgebirge.
Arzberg telt 5.057 inwoners.
De plaats was van 1839 tot aan de opheffing van het bedrijf in 2003 in geheel Duitsland bekend door de productie van, ook voor de gewone man betaalbaar, serviesgoed van porselein; het merk Arzberg is naar de plaats Arzberg genoemd. Van 2003 tot aan haar faillissement in 2013 maakte een fabriek in het naburige Schirnding, die het merkenrecht had overgenomen, nog Arzberg-porselein. Het merk Arzberg  is sinds 2013 eigendom van een bedrijf uit Selb.

## Stedenbanden
- South Bend (Verenigde Staten)

Arzberg ·
Bad Alexandersbad ·
Höchstädt i.Fichtelgebirge ·
Hohenberg a.d.Eger ·
Kirchenlamitz ·
Marktleuthen ·
Marktredwitz ·
Nagel ·
Röslau ·
Schirnding ·
Schönwald ·
Selb ·
Thiersheim ·
Thierstein ·
Tröstau ·
Weißenstadt ·
Wunsiedel